# Yala
Yala é uma cidade no sul da Tailândia, capital da província de Yala, uma das quatro províncias de predominância muçulmana do sul do país. A cidade tem uma população de 76 853 habitantes (2005).

## História
Até o começo do século XX, Yala era um independente principado que incluia as atuais províncias tailandesas de Pattani e Narathiwat. Foi um dos primeiros principados da atual Tailândia a participar do comércio internacional; os portugueses estabeleceram em Pattani um posto comercial em 1516 e logo foram seguidos pelos japoneses e britânicos.